# Économie du département de Loir-et-Cher
Le Loir-et-Cher est un département français situé à proximité du Val de Loire et du bassin parisien - deux espaces économiques importants. Pour son développement économique, le Conseil général cherche à développer le tourisme et le secteur de la logistique.

## Infrastructures
Le Loir-et-Cher bénéficie d'infrastructures routières en plein développement et de 4 autoroutes :
- l'A 10 sur l'axe Paris/Bordeaux/Espagne ;
- l'A 71 sur l'axe Paris/Clermont-Ferrand/Suisse/Italie ;
- l'A 85 sur l'axe Nantes/Lyon (en cours de réalisation) ;
- l'A 11 sur l'axe Paris/Rennes/Nantes au nord du département.

Une liaison TGV permet de relier la gare de Paris-Montparnasse (Paris) depuis Vendôme en 42 minutes, Blois est à 1 h 23 de gare d'Austerlitz. Par avion, l'aérodrome du Breuil, situé entre Blois et Vendôme est utilisé pour des vols d'affaires ou de plaisance.
À la fin du mois de juin 2006, 98,8 % de la population loir-et-chérienne aura accès à l'ADSL.[réf. nécessaire]

## Activité économique
En 2005, le PIB (produit intérieur brut) était de 7,3 milliard d'euros, soit 22 575 € par habitant et 56 615 € par emploi, ce qui est inférieur aux moyennes nationales.
Les trois principaux pôles économiques de Loir-et-Cher sont les villes de Blois, de Vendôme et de Romorantin-Lanthenay.
En 20 ans, 11 000 emplois ont été créés dans le secteur privé et le taux de chômage est de 8,4 %[réf. nécessaire]. Mais en 2009, ce taux passe à 10,3 %. Le département compte alors 126 361 emplois. Fin 2011, le taux repasse à 8,1 %.

### Secteur agricole
Le Loir-et-Cher compte 6,2 % d'agriculteurs parmi sa population active. 
L'agriculture loir-et-chérienne produit des vins en AOC (Touraine, Touraine-mesland, Cheverny, Cour-cheverny, Coteaux du Vendômois, Valençay) des fromages de chèvre en AOC (selles-sur-cher, sainte-maure-de-touraine, valençay), ses asperges vertes et blanches, des fraises (la célèbre Mara des bois est née à Soings-en-Sologne) et des champignons.

### Secteur industriel
Le secteur industriel emploie 22 % de la population active (la moyenne nationale qui est de 17 %). Il est organisé autour de filières : automobile, métaux, agroalimentaire, plasturgie, pharmacie et cosmétologie, emballages, agencement de magasins.

### Secteur des services
Les activités du tertiaire, avec 65 % des actifs, se développent : logistique, centres d'appels, services financiers.
Avec 3 500 emplois salariés directs dans près de 1 000 établissements, le tourisme occupe la 7e place dans l'économie départementale. Les effectifs de ce secteur ont été multipliés par 2 en 15 ans. 6 % de la population active travaillent dans les secteurs liés au tourisme.